# جندوبة
جَنْدُوبَة، التي كانتْ تدعى سوقَ الأربعاءِ إلى حدودِ يومِ 30 أبريل 1966 مـ، هي مدينةٌ في الشمالِ الغربيِّ التونِسيِّ ومقرٌّ ولايةِ جندوبة. تقع المدينة في سهل وادي مجردة وتبعد على العاصمة 154 كلم و50 كلم عن الحدود التونسية الجزائرية.

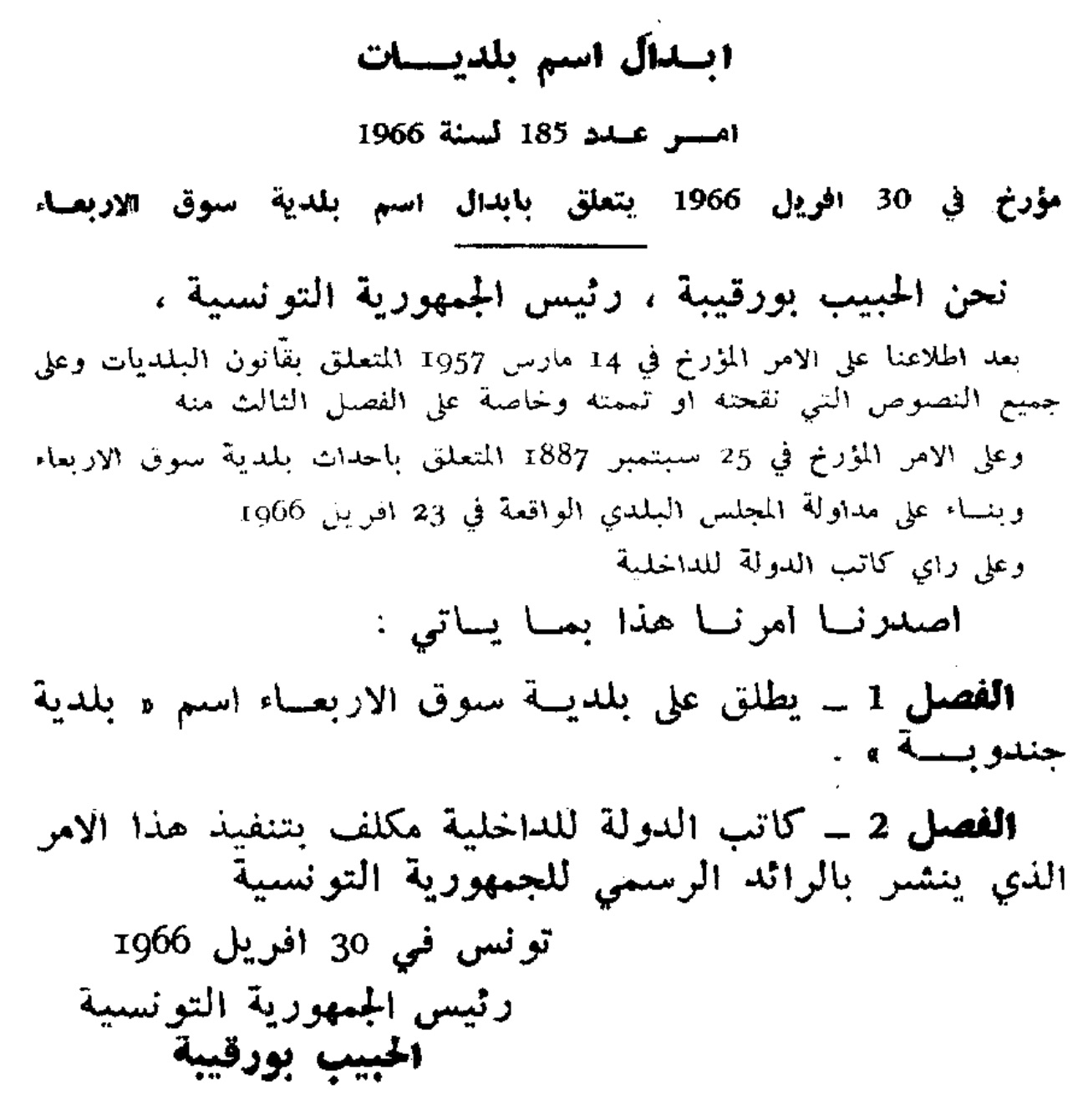
الأمر الرئاسي عدد 185 لسنة 1966 المؤرخ في والمنشور بالرائد الرسمي للجمهورية التونسية، العدد 20 من السنة 109، الصادر في 3-، القاضي بتغيير اسم بلدية سوق الأربعاء إلى بلدية جندوبة

## التاريخ
عرفت مدينة جندوبة منذ انبعاثها باسم سوق الأربعاء نسبة إلى اسم السوق الأسبوعية التي تنتصب كل يوم أربعاء أما سكان المنطقة فكانوا يطلقون عليها كلمة البراكة نسبة إلى المحلات المشيدة من ألواح الخشب
و في سنة 1966 أطلق عليها اسم جندوبة بمقتضى أمر رئاسي (الأمر عدد 185 لسنة 1966 المؤرخ في 30 أفريل 1966 والمنشور بالرائد الرسمي للجمهورية التونسية، العدد 20 من السنة 109، الصادر في 3-6 ماي 1966، صفحة 837).
تغطي مساحة بلدية المدينة 987 هك ويقطنها حوالي 45770 ساكنا.
يقع قرب المدينة موقعا بلاريجيا وشمتو الأثريان. رئيس بلديتها هو رضا السعيدي .
تضم المدينة جامعة جندوبة وهي مقر لنادي جندوبة الرياضية الذي ينشط في الرابطة التونسية المحترفة لكرة القدم.

## الفلاحة
مدينة جندوبة تحتوي على أراضي فلاحية كبيرة، غابات الزيتون وبغاباتها الكثيرة وأوديتها.

## أعلام
- فتحي المرداسي
- جمال الدين الغربي
- صالح الماجري
- محمد اليعلاوي
- سنا مرسني

## وصلات خارجية
- موقع بلدية جندوبة.